# Caterina di Boemia
Caterina di Boemia (Praga, 19 agosto 1342 – Vienna, 26 aprile 1395) è stata una duchessa d'Austria e margravia di Brandeburgo, seconda figlia nata dal matrimonio dell'imperatore Carlo IV e della sua prima moglie Bianca di Valois.
Dal 1357 al 1365 fu moglie di Rodolfo IV d'Asburgo, dal 1358 duca d'Austria, e di conseguenza da quell'anno sino al 1365 fu duchessa d'Austria. Dal 1366 al 1379 fu moglie di Ottone V di Baviera, margravio di Brandeburgo, con il titolo di margravia di Brandeburgo. Caterina non diede nessun figlio a nessuno dei mariti.

## Biografia

### Infanzia e giovinezza
Nacque a Praga nella seconda metà del 1342, probabilmente il 19 agosto. Era la seconda figlia dell'allora margravio di Moravia, Carlo di Lussemburgo, e della sua prima moglie Bianca, figlia di Carlo di Valois, dopo la sorella Margherita (1335–1349). Pochi mesi dopo la sua nascita l'allora imperatore Ludovico IV, il margravio di Meißen ed il duca austriaco Alberto II entrarono in trattative per un suo fidanzamento con i rispettivi figli.
Il 26 maggio 1348 a Brünn il duca Alberto II prestò il suo sostegno a Carlo, divenuto imperatore del Sacro Romano Impero, e furono riprese le trattative matrimoniali per il fidanzamento di Caterina con il figlio di Alberto, Rodolfo. Alberto II s'obbligò a concludere un'alleanza con il re Luigi I d'Ungheria ed il 5 giugno 1348 Carlo IV concesse al duca ed ai suoi figli l'investitura sulle terre austriache. Nello stesso giorno venne ufficializzato il fidanzamento tra Caterina e Rodolfo. La prima aveva sei anni, il secondo otto.
Nel marzo del 1353 Carlo IV tenne a Vienna un'assemblea dei principi dell'impero, per avere un'assicurazione politica riguardo al viaggio a Roma che aveva in programma per il 1355 e in quest'occasione fu accompagnato dalla figlia Caterina, allora undicenne. Nonostante l'età, Carlo, che era rimasto vedovo per la seconda volta, ebbe un rapporto cordiale con quella che all'epoca era rimasta la sua unica figlia e Caterina rimase legata al padre per il tempo in cui visse da rapporti di affetto e di stima. In tale occasione venne rinnovata l'alleanza tra i casati di Asburgo e di Lussemburgo e le nozze simboliche furono celebrate il 13 luglio dello stesso anno e furono regolati i diritti ereditari e di successione in entrambe le dinastie.
Il 3 luglio 1357 Caterina e Rodolfo si sposarono a Praga. Dopo poche settimane Caterina dovette mediare per la prima volta tra il marito ed il padre, dato che Rodolfo si era schierato contro l'imperatore, che ritardava il pagamento della dote della figlia.

### Duchessa d'Austria 1358-1365
Rodolfo IV, detto il Magnanimo, divenne duca d'Austria nel 1358 e subito tentò di rafforzare il rango e l'autorità della propria famiglia con l'acquisizione del titolo ereditario di arciduca. In base al Privilegium maius, tentò di acquisire per la propria dinastia uno status equivalente a quello dei principe elettore e inviò una copia del documento al suocero, che tuttavia negò il suo riconoscimento. In seguito, grazie anche alla mediazione di Caterina chiese il parere dell'umanista italiano Francesco Petrarca, in seguito al quale il rifiuto venne comunque confermato. Nel 1361 Rodolfo dovette rinunciare al titolo di arciduca, che pure aveva iniziato ad utilizzare ufficialmente.
Nel gennaio del 1363 Rodolfo s'impadronì del Tirolo, dopo la morte di Mainardo III della dinastia dei Wittelsbach, provocando nuovi contrasti con il suocero: l'imperatore temeva infatti che le sue intese politiche con i Wittelsbach fossero in pericolo. Ancora in seguito alla mediazione di Caterina il 18 marzo dello stesso anno Carlo firmò un trattato con i Wittelsbach e il 10 febbraio 1364 Rodolfo ottenne a Brünn  il Tirolo. In questa occasione venne inoltre concluso un trattato tra le dinastie dei Lussemburgo, degli Asburgo e degli Angioini d'Ungheria, che gettò le basi per la formazione della futura monarchia danubiana.
Il 27 luglio 1365 Rodolfo IV morì e poco dopo Caterina fece ritorno dal padre a Praga.

### Margravia di Brandeburgo 1366-1373
Il margravio del Brandeburgo Ottone V, della dinastia dei Wittelsbach, in seguito ad una controversia ereditaria sorta nella sua casata, si alleò con Carlo IV contro il fratellastro, il duca Stefano II di Baviera. L'imperatore decise di utilizzare quest'occasione per portare sotto il suo controllo il Branderburgo. Inizialmente per consolidare l'alleanza con il margravio gli era stata promessa la mano di Elisabetta, una delle sorellastre di Caterina, ma in seguito l'imperatore decise per la figlia maggiore, rimasta vedova. Caterina, inizialmente dubbiosa, finì per acconsentire e il 19 marzo del 1366 si celebrarono a Praga le sue nozze con Ottone. Nello stesso giorno Elisabetta sposò invece il fratello di Rodolfo, il duca Alberto III, confermando in tal modo l'accordo dinastico tra i Lussemburgo e gli Asburgo. A seguito di questo duplice matrimonio Carlo riuscì a rafforzare considerevolmente la propria posizione nell'impero.
Dopo le nozze, Ottone cedette al suocero per la durata di sei anni l'amministrazione del Brandeburgo, che era impoverito dalla carestia e dalle guerre. Carlo riuscì a rafforzare la propria posizione in Slesia e nell'Alta Lusazia e ad avviare la propria espansione nel Nord. Ottone, soprannominato il Pigro, a causa della sua inerzia, visse con la moglie a Praga, alla corte del suocero, e nel 1368 vendette a Carlo la Bassa Lusazia.
Nel 1369 Caterina accompagnò il padre a Roma.  Poiché però a Siena l'imperatore ed il suo seguito incapparono nei conflitti tra aristocrazia e popolino, Carlo ordinò il rientro della figlia, insieme alla moglie Elisabetta di Pomerania.
Il 15 agosto del 1373 Carlo acquistò il Brandeburgo da Ottone per la somma di 500.000 fiorini; il genero mantenne comunque il titolo di margravio di Brandeburgo e Caterina rimase margravia fino alla morte del consorte.

### Ultimi anni, morte e sepoltura 1373-1395

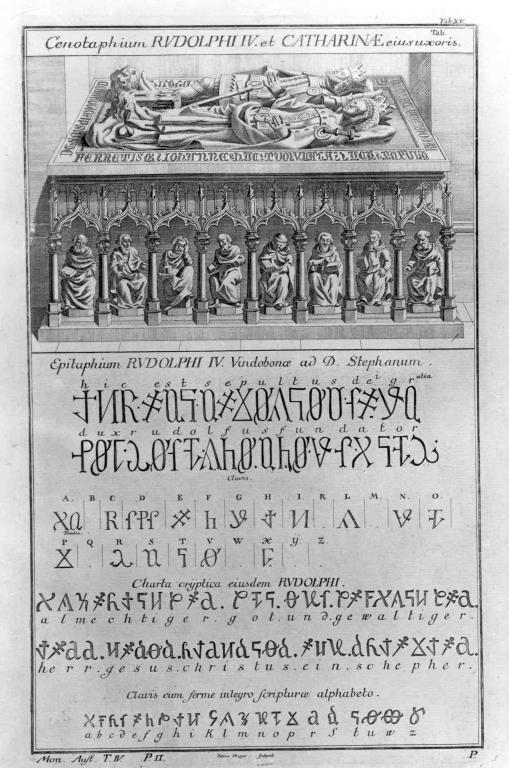
Raffigurazione di Caterina e Rodolfo nel cosiddetto Cenotafio di Rodolfo IV.

Dopo la vendita della marca di Brandeburgo, Caterina visse di tanto in tanto con il marito a Monaco, continuando per il resto a risiedere alla corte paterna di Praga.  Il suo matrimonio con Ottone si dimostrò infelice, soprattutto per la mancanza di figli.
Dopo la morte di Ottone nel 1379 Caterina decise di stabilirsi a Vienna, dimostrando l'affetto che l'aveva legata al primo marito. Rinunciò inoltre al titolo di margravia di Brandeburgo, per favorire gli interessi politici dei suoi fratellastri Venceslao e Sigismondo.
Morì il 26 aprile 1395 a Vienna, dopo avervi condotto una vita solitaria, e venne sepolta a fianco del primo marito nella cripta ducale del duomo di Santo Stefano. È raffigurata accanto a Rodolfo nel cenotafio a lui dedicato nella medesima chiesa e le statue sono disposte in modo da guardare la Singertor del Duomo.

## Ascendenza
|                         |                        |                           | Genitori                |  |  | Nonni |  |  | Bisnonni                  |  |  | Trisnonni                |  |
|                         |                        |                           |                         |  |  |       |  |  | Enrico VII di Lussemburgo |  |  | Enrico VI di Lussemburgo |  |
|                         |                        |                           |                         |  |  |       |  |  | Enrico VII di Lussemburgo |  |  | Enrico VI di Lussemburgo |  |
|                         |                        | Beatrice di Avesnes       |                         |  |  |       |  |  | Enrico VII di Lussemburgo |  |  |                          |  |
| Giovanni I di Boemia    |                        |                           |                         |  |  |       |  |  | Enrico VII di Lussemburgo |  |  |                          |  |
|                         |                        | Margherita di Lussemburgo | Giovanni I di Brabante  |  |  |       |  |  |                           |  |  |                          |  |
|                         |                        | Margherita di Lussemburgo | Giovanni I di Brabante  |  |  |       |  |  |                           |  |  |                          |  |
|                         |                        | Margherita di Lussemburgo | Margherita di Dampierre |  |  |       |  |  |                           |  |  |                          |  |
| Carlo IV di Lussemburgo |                        | Margherita di Lussemburgo |                         |  |  |       |  |  |                           |  |  |                          |  |
|                         |                        | Venceslao II di Boemia    | Ottocaro II di Boemia   |  |  |       |  |  |                           |  |  |                          |  |
|                         |                        | Venceslao II di Boemia    | Ottocaro II di Boemia   |  |  |       |  |  |                           |  |  |                          |  |
|                         |                        | Venceslao II di Boemia    | Cunegonda di Slavonia   |  |  |       |  |  |                           |  |  |                          |  |
| Elisabetta di Boemia    |                        | Venceslao II di Boemia    |                         |  |  |       |  |  |                           |  |  |                          |  |
|                         |                        | Guta d'Asburgo            | Rodolfo I d'Asburgo     |  |  |       |  |  |                           |  |  |                          |  |
|                         |                        | Guta d'Asburgo            | Rodolfo I d'Asburgo     |  |  |       |  |  |                           |  |  |                          |  |
|                         |                        | Guta d'Asburgo            | Gertrude di Hohenberg   |  |  |       |  |  |                           |  |  |                          |  |
| Caterina di Boemia      |                        | Guta d'Asburgo            |                         |  |  |       |  |  |                           |  |  |                          |  |
|                         | Filippo III di Francia | Luigi IX di Francia       |                         |  |  |       |  |  |                           |  |  |                          |  |
|                         | Filippo III di Francia | Luigi IX di Francia       |                         |  |  |       |  |  |                           |  |  |                          |  |
|                         | Filippo III di Francia | Margherita di Provenza    |                         |  |  |       |  |  |                           |  |  |                          |  |
| Carlo di Valois         | Filippo III di Francia |                           |                         |  |  |       |  |  |                           |  |  |                          |  |
|                         |                        | Isabella d'Aragona        | Giacomo I d'Aragona     |  |  |       |  |  |                           |  |  |                          |  |
|                         |                        | Isabella d'Aragona        | Giacomo I d'Aragona     |  |  |       |  |  |                           |  |  |                          |  |
|                         |                        | Isabella d'Aragona        | Iolanda d'Ungheria      |  |  |       |  |  |                           |  |  |                          |  |
| Bianca di Valois        |                        | Isabella d'Aragona        |                         |  |  |       |  |  |                           |  |  |                          |  |
|                         |                        | Guido IV di Saint-Pol     | …                       |  |  |       |  |  |                           |  |  |                          |  |
|                         |                        | Guido IV di Saint-Pol     | …                       |  |  |       |  |  |                           |  |  |                          |  |
|                         |                        | Guido IV di Saint-Pol     | …                       |  |  |       |  |  |                           |  |  |                          |  |
| Mahaut di Châtillon     |                        | Guido IV di Saint-Pol     |                         |  |  |       |  |  |                           |  |  |                          |  |
|                         |                        | Maria di Bretagna         | …                       |  |  |       |  |  |                           |  |  |                          |  |
|                         |                        | Maria di Bretagna         | …                       |  |  |       |  |  |                           |  |  |                          |  |
|                         |                        | Maria di Bretagna         | …                       |  |  |       |  |  |                           |  |  |                          |  |
|                         |                        | Maria di Bretagna         |                         |  |  |       |  |  |                           |  |  |                          |  |